# 嗜癖
嗜癖（しへき、英: addiction、アディクション）とは、神経心理学的な障害であり、薬物的または自然な報酬を生み出す行動に従事することへの持続的かつ強い衝動によって特徴づけられるものである。また、それは実質的な害やその他の悪影響にもかかわらず続いていく。繰り返される薬物使用は、食事や恋に落ちるなどの自然な報酬と同様のシナプスにおいて脳機能を変化させることがあり、既存の脆弱性を持つ人々の渇望を永続させ、自己制御を弱める。この現象—薬物が脳を再形成する脳機能—は、嗜癖を脳障害として理解することにつながり、嗜癖の発達には社会心理学的および神経生物学的要因が複雑に関与している。コカインを与えられたマウスは嗜癖の強迫的および不随意的な性質を示したが、人間の場合これはより複雑で、行動や人格特性に関連している。
嗜癖の典型的な兆候には、報酬刺激への強迫的な関与、物質や行動への「執着」、および悪影響にもかかわらず使用を続けることが含まれる。嗜癖に関連する習慣やパターンは、通常、即時的な満足感（短期的報酬）と、遅延した有害な影響（長期的コスト）が特徴である。
物質嗜癖の例には、アルコール依存症、大麻嗜癖、アンフェタミン嗜癖、コカイン嗜癖、ニコチン嗜癖、オピオイド嗜癖、および食べ物または食物嗜癖が含まれる。行動嗜癖には、ギャンブル嗜癖、買い物嗜癖、ストーキング、インターネット嗜癖、ソーシャルメディア嗜癖、ビデオゲーム嗜癖、および性嗜癖が含まれる。DSM-5とICD-10はギャンブル嗜癖のみを行動嗜癖として認識しているが、ICD-11はゲーム嗜癖も認識している。

## 徴候と症状
薬物嗜癖の徴候と症状は、嗜癖の種類によって異なる場合がある。症状には以下が含まれる：
- 結果を知っているにもかかわらず薬物使用を継続すること[12]
- 薬物購入に関して経済状況を無視すること
- 薬物の安定した供給を確保すること
- 時間の経過とともに同様の効果を得るために、より多くの薬物を必要とすること[12]
- 薬物使用により社会生活や仕事生活に影響が出ること[12]
- 薬物使用を止める試みが失敗すること[12]
- 定期的に薬物を使用したいという衝動

その他の徴候や症状は、関連する次元に分類できる：
| 行動の変化 | 身体的変化 | 社会的変化 |
| --- | --- | --- |
| - 怒りっぽく過敏になる - 食事や睡眠習慣の変化 - 性格や態度の変化 - 職場や学校での出席と業績の低下 - はっきりとした原因なく恐怖、被害妄想、不安を感じる - 頻繁に対立（喧嘩、違法行為）に関わる - 気分や気質の頻繁または突然の変化 - 特定の行動を隠したり否定したりする - 動機付けの欠如 - 定期的な多動性 - 不適切な環境での物質使用 | - 瞳孔サイズの異常 - 充血した目 - 体臭 - 運動協調能力の障害 - 定期的な震え - 外見の悪化 - 言葉のもつれ - 体重の突然の変化 | - 趣味の変化 - 経済状況の変化（説明のつかないお金の必要性） - 物質乱用に関連する法的問題 - 友人や仲間の突然の変化 - 個人的関係への影響にもかかわらず物質を使用する |

## 物質嗜癖

### 薬物嗜癖
薬物嗜癖は物質関連障害のクラスに属し、有害な効果にもかかわらず薬物を求め乱用する特徴を持つ慢性的で再発性の脳障害である。この形態の嗜癖は脳の回路を変化させ、脳の報酬系が損なわれる、ストレス管理と自己制御に機能的な影響を及ぼす。関連器官の機能障害は生涯にわたって続き、治療しなければ死に至る可能性がある。薬物嗜癖に関与する物質には、アルコール、ニコチン、マリファナ、オピオイド、コカイン、アンフェタミン、さらには高脂肪・高糖分の食品も含まれる。嗜癖は社会的状況での実験から始まり、処方薬の使用やその他のさまざまな手段から生じる可能性がある。
薬物嗜癖は現象学的、条件付け（オペラントおよび古典的）、認知モデル、および手がかり反応性モデルで機能することが示されている。しかし、どのモデルも物質乱用を完全に説明するものではない。
嗜癖のリスク要因には以下が含まれる：
- 攻撃的行動（特に幼少期）
- 物質の入手可能性[23]
- 地域社会の経済状況
- 実験[23]
- エピジェネティクス
- 衝動性（注意、運動、または非計画）[26]
- 親の監督の欠如[23]
- 仲間の拒否スキルの欠如[23]
- 精神障害[23]
- 物質の摂取方法[20]
- 若年期での物質使用[23]

### 食物嗜癖
食物または摂食嗜癖の診断基準は、精神疾患の診断・統計マニュアル（DSMまたはDSM-5）などの参考文献では分類または定義されておらず、物質使用障害と同様の主観的経験に基づいている。食物嗜癖は摂食障害のある人に見られることがあるが、摂食障害のある人全てが食物嗜癖を持つわけではなく、食物嗜癖のある人全てが診断された摂食障害を持つわけでもない。チョコレートのような高脂肪、高塩分、または高糖分の食品の長期的で頻繁かつ過剰な消費は、脳の報酬系を刺激するため、薬物と同様の嗜癖を引き起こす可能性があり、時間の経過とともに同じ食品をますます欲する可能性がある。非常に口当たりの良い食品を消費するときに送られる信号は、体の満腹感の信号に対抗する能力を持ち、持続的な渇望が生じる。食物嗜癖の兆候を示す人は、食物耐性を発達させ、食物がより満足感を与えなくなるにもかかわらず、より多く食べる可能性がある。
チョコレートの甘い風味と薬理学的成分は、消費者に強い渇望を引き起こしたり、「嗜癖性」を感じさせることが知られている。チョコレートが大好きな人は、自分自身をチョコホリックと呼ぶことがある。
食物嗜癖を発症するリスク要因には、過度の過食と衝動性が含まれる。
イェール食物嗜癖尺度（YFAS）バージョン2.0は、個人が食物嗜癖の兆候と症状を示すかどうかを評価するための現在の標準測定法である。これは、高脂肪、高糖分、高塩分の食品が問題のある食習慣に寄与する嗜癖様の効果を持つという仮説に基づいて、2009年にイェール大学で開発された。YFASは、DSM-5に基づく物質関連および嗜癖性障害（SRADs）に対処するために、25項目の自己報告質問票を使用して11の物質関連および嗜癖性障害を評価するように設計されている。潜在的な食物嗜癖の診断は、11のSRADsのうち少なくとも2つの存在と、日常活動への重大な障害によって予測される。
バラット衝動性尺度、特にBIS-11尺度とUPPS-P衝動的行動のネガティブ緊急性と忍耐力の欠如の下位尺度が、食物嗜癖との関連を示していることが示されている。

## 行動嗜癖
「行動嗜癖」という用語は、悪影響にもかかわらず、自然な報酬—つまり、本質的に報酬がある（すなわち、望ましいか魅力的な）行動—に従事する強迫的な行動を指す。前臨床的証拠は、自然な報酬への反復的かつ過度の曝露によるΔFosBの発現の著しい増加が、薬物嗜癖で起こるのと同じ行動効果と神経可塑性を引き起こすことを示している。
嗜癖は向精神薬なしでも存在することができ、この考えは心理学者スタントン・ピールによって普及された。これらは行動嗜癖と呼ばれる。このような嗜癖は受動的または能動的である可能性があるが、通常は大部分の嗜癖に見られる強化機能を含んでいる。性行動、摂食、ギャンブル、ビデオゲームのプレイ、ショッピングはすべて人間の強迫的行動に関連しており、中脳辺縁系経路や報酬系の他の部分を活性化することが示されている。この証拠に基づいて、性嗜癖、ギャンブル嗜癖、ビデオゲーム嗜癖、買い物嗜癖が適切に分類されている。

### 性的
性依存症（せいいぞんしょう、）は、性的な行動に対する依存症（嗜癖）のひとつ。主に性行為（性交渉）への依存が多いため、セックス依存症もしくはセックス中毒とも称される。

### ギャンブル
ギャンブルは強迫的行動に関連する自然な報酬を提供する。機能的神経画像法の証拠は、ギャンブルが報酬系、特に中脳辺縁系経路を活性化することを示している。ドーパミンは学習、動機付け、および報酬系に関与していることが知られている。ギャンブル嗜癖におけるドーパミンの正確な役割については議論されてきた。D2、D3、およびD4ドーパミン受容体、ならびに黒質におけるD3受容体の役割が、ラットとヒトのモデルで発見され、ギャンブル行動の重症度との相関が示されている。これは次に、背側線条体におけるより大きなドーパミン放出と関連していた。
ギャンブル嗜癖は、精神健康障害、物質乱用、アルコール使用障害、およびパーソナリティ障害などの併存疾患と関連している。
ギャンブル嗜癖のリスク要因には、反社会的行動、衝動的な性格、男性、刺激探求、物質使用、若年齢などがある。
ギャンブル嗜癖は、危害回避、低い自己方向性、意思決定と計画の不十分さ、衝動性、刺激探求といった一部の性格特性と関連しているとされている。一部の性格特性をギャンブル嗜癖と関連付けることができるが、ギャンブルに嗜癖している個人の一般的な説明は存在しない。

### インターネット
インターネット嗜癖には標準化された定義はないが、この問題が存在することについては広く合意されている。問題のあるインターネット使用の分類に関する議論では、それを行動嗜癖、衝動制御障害、または強迫性障害と考えるべきかどうかが検討されている。他の人々は、インターネット嗜癖は根底にある精神健康状態の症状と考えるべきであり、それ自体は障害ではないと主張している。インターネット嗜癖は「一度ログオンした後の活動の種類に関係なく、インターネットへの心理的依存」と説明されている。問題のあるインターネット使用には、インターネットやデジタルメディアへの執着、個人の苦痛にもかかわらずインターネットを使用する過度の時間、同じ望ましい感情的反応を達成するために必要なインターネット使用量の増加、インターネット使用習慣に対する制御の喪失、離脱症状、および仕事、社会、学業、個人生活に悪影響があるにもかかわらず問題のあるインターネット使用を継続することが含まれる。
インド、アメリカ、アジア、ヨーロッパで行われた研究では、インターネット嗜癖の有病率は1%から19%の範囲で、青年層は他の年齢層と比較して高い率を示している。普遍的に受け入れられた診断基準の欠如、異文化間の妥当性と信頼性を示す診断ツールの欠如、問題のあるインターネット使用を嗜癖性障害とラベル付けすることの妥当性を巡る現存する論争により、有病率の確立は困難であった。嗜癖を測定するために最も一般的に使用される尺度は、キンバリー・ヤングによって開発されたインターネット嗜癖テストである。
インターネット嗜癖のある人は、併存する精神障害を持っている可能性が高い。インターネット嗜癖と共に特定された併存診断には、感情障害、不安障害、物質使用障害、注意欠陥多動性障害が含まれる。

### ビデオゲーム
ビデオゲーム嗜癖は、世界保健機関（WHO）によって、少なくとも12ヶ月間、悪影響が生じる可能性があるにもかかわらず、他の関心事よりも潜在的に優先される過度のゲーム行動として特徴づけられている。2019年5月、WHOは国際疾病分類第11版にゲーム障害を導入した。ビデオゲーム嗜癖は、女性よりも男性の方が2.9倍高いことが示されている。若い年齢の人々はビデオゲームに嗜癖になる可能性が高いことが示唆されている。特定の性格を持つ人はゲーム嗜癖にさらに敏感である可能性がある。
ビデオゲーム嗜癖のリスク要因には以下が含まれる：
- 男性、
- 精神病理（例えばADHDやMDD）、そして
- 社会不安[54]

### ショッピング
ショッピング嗜癖、または強迫性買い物障害（CBD）は、望ましくない結果をもたらす可能性のあるショッピングや支出への過度の衝動である。これらの結果は、消費者債務の増加、関係への悪影響、不法行為のリスク増加、自殺未遂など、深刻な影響を及ぼす可能性がある。ショッピング嗜癖は世界中で発生しており、アメリカでは5.8%の有病率を示している。他の行動嗜癖と同様に、CBDは気分障害、物質使用障害、摂食障害、およびその他の制御欠如に関連する障害と関連付けられる可能性がある。

## 原因

### 性格理論
嗜癖の性格理論は、性格特性や思考モード（すなわち、感情状態）と個人の嗜癖発達傾向を関連付ける心理学的モデルである。データ解析は、薬物使用者と非使用者の心理的プロファイルには大きな違いがあり、異なる薬物を使用する心理的素因が異なる可能性があることを示している。心理学文献で提案されている嗜癖リスクのモデルには、ポジティブおよびネガティブな心理的感情の感情調節障害モデル、衝動性と行動抑制の強化感受性理論、および報酬感受性と衝動性の衝動性モデルが含まれる。

### 神経心理学
変化の段階的モデル（TTM）は、ある人が嗜癖とその周りの考えをどのように概念化しているかを示すことができ、自分の嗜癖に気づいていない場合も含む。
認知的制御と刺激制御は、オペラントおよび古典的条件付けに関連し、個人の引き起こされる行動の制御を争う反対のプロセス（つまり、内部的対外部的または環境的）を表す。認知的制御、特に行動への抑制制御は、嗜癖と注意欠如多動障害の両方で損なわれている。特定の報酬刺激に関連する刺激駆動型の行動反応（すなわち、刺激制御）は、嗜癖における個人の行動を支配する傾向がある。
|          |          |          |          |          |          |      |      |          |          |          |          | オペラント条件づけ | オペラント条件づけ | オペラント条件づけ | オペラント条件づけ | オペラント条件づけ | オペラント条件づけ |          |          |          |          |      |      |          |          | 消去     | 消去     | 消去     | 消去     | 消去 | 消去 |  |  |  |  |  |  |  |  |
|          |          |          |          |          |          |      |      |          |          |          |          | オペラント条件づけ | オペラント条件づけ | オペラント条件づけ | オペラント条件づけ | オペラント条件づけ | オペラント条件づけ |          |          |          |          |      |      |          |          | 消去     | 消去     | 消去     | 消去     | 消去 | 消去 |  |  |  |  |  |  |  |  |
|          |          |          |          |          |          |      |      |          |          |          |          |                    |                    |                    |                    |                    |                    |          |          |          |          |      |      |          |          |          |          |          |          |      |      |  |  |  |  |  |  |  |  |
|          |          |          |          | 強化     | 強化     | 強化 | 強化 | 強化     | 強化     |          |          |                    |                    |                    |                    |                    |                    | 弱化     | 弱化     | 弱化     | 弱化     | 弱化 | 弱化 |          |          |          |          |          |          |      |      |  |  |  |  |  |  |  |  |
|          |          |          |          | 強化     | 強化     | 強化 | 強化 | 強化     | 強化     |          |          |                    |                    |                    |                    |                    |                    | 弱化     | 弱化     | 弱化     | 弱化     | 弱化 | 弱化 |          |          |          |          |          |          |      |      |  |  |  |  |  |  |  |  |
|          |          |          |          |          |          |      |      |          |          |          |          |                    |                    |                    |                    |                    |                    |          |          |          |          |      |      |          |          |          |          |          |          |      |      |  |  |  |  |  |  |  |  |
| 正の強化 | 正の強化 | 正の強化 | 正の強化 | 正の強化 | 正の強化 |      |      | 負の強化 | 負の強化 | 負の強化 | 負の強化 | 負の強化           | 負の強化           |                    |                    | 正の弱化           | 正の弱化           | 正の弱化 | 正の弱化 | 正の弱化 | 正の弱化 |      |      | 負の弱化 | 負の弱化 | 負の弱化 | 負の弱化 | 負の弱化 | 負の弱化 |      |      |  |  |  |  |  |  |  |  |
| 正の強化 | 正の強化 | 正の強化 | 正の強化 | 正の強化 | 正の強化 |      |      | 負の強化 | 負の強化 | 負の強化 | 負の強化 | 負の強化           | 負の強化           |                    |                    | 正の弱化           | 正の弱化           | 正の弱化 | 正の弱化 | 正の弱化 | 正の弱化 |      |      | 負の弱化 | 負の弱化 | 負の弱化 | 負の弱化 | 負の弱化 | 負の弱化 |      |      |  |  |  |  |  |  |  |  |
|          |          |          |          |          |          |      |      |          |          |          |          |                    |                    |                    |                    |                    |                    |          |          |          |          |      |      |          |          |          |          |          |          |      |      |  |  |  |  |  |  |  |  |
|          |          |          |          | 逃避     | 逃避     | 逃避 | 逃避 | 逃避     | 逃避     |          |          | 回避               | 回避               | 回避               | 回避               | 回避               | 回避               |          |          |          |          |      |      |          |          |          |          |          |          |      |      |  |  |  |  |  |  |  |  |

#### 行動の刺激制御
オペラント条件づけでは、行動は薬物などの外部刺激によって影響を受ける。オペラント条件づけ学習理論は、薬物使用の気分変化または刺激的な結果がなぜ継続的な使用を強化できるか（正の強化の例）、そしてなぜ嗜癖者が継続的な使用を通じて離脱を避けようとするか（負の強化の例）を理解するのに役立つ。刺激制御は、刺激の不在または報酬の存在を使用して、結果として生じる行動に影響を与えることである。

#### 行動の認知的制御
認知的制御は、環境に基づいた思考、行動、感情の意図的な選択である。薬物が脳の機能だけでなく、その構造も変えることが示されている。学習、記憶、衝動制御などの認知機能は薬物によって影響を受ける。これらの影響は薬物使用を促進し、また薬物から離れる能力を阻害する。ドーパミン放出の増加は、特に腹側線条体と側坐核において、薬物使用において顕著である。ドーパミンは快感を生み出すだけでなく、重要な生活活動を行うよう駆り立てる役割を担っている。嗜癖性薬物はこの報酬系で大幅な増加を引き起こし、ドーパミン信号の大幅な増加と報酬探求行動の増加をもたらし、薬物使用を動機付ける。これにより、不適応な薬物対刺激関係の発達が促進される。初期の薬物使用はこれらの不適応な関連性につながり、後に対処に使用される認知プロセスに影響を与え、これらは薬物から離れることに成功するために必要である。

## リスク要因
嗜癖を発症するための多くの遺伝的および環境的リスク要因が存在する。遺伝的および環境的リスク要因はそれぞれ、個人が嗜癖を発症するリスクのおよそ半分を占める。エピジェネティックリスク要因の総リスクへの寄与は不明である。比較的低い遺伝的リスクを持つ個人でも、長期間（例えば、数週間から数ヶ月）にわたって十分に高用量の嗜癖性薬物にさらされると、嗜癖につながる可能性がある。不利な幼少期の出来事は、物質使用障害などの否定的な健康結果と関連している。幼少期の虐待や暴力犯罪への曝露は、気分や不安障害の発症、および物質依存リスクと関連している。

### 遺伝的要因
遺伝的要因は、社会-環境的（例えば、心理社会的）要因とともに、嗜癖脆弱性に対する重要な貢献者として確立されている。350人の入院中の薬物依存患者を対象とした研究では、半数以上がアルコール乱用の基準を満たし、家族的要因の役割が顕著であることが示された。遺伝的要因はアルコール依存症のリスク要因の40〜60%を占める。他のタイプの薬物嗜癖についても同様の遺伝率が示されており、特にアルファ5ニコチン性アセチルコリン受容体をコードする遺伝子において顕著である。クネストラーは1964年に、遺伝子または遺伝子群が嗜癖への素因に複数の方法で寄与する可能性があると仮説を立てた。例えば、環境的要因による正常なタンパク質のレベルの変化は、発達中に特定の脳ニューロンの構造または機能を変える可能性がある。これらの変化した脳ニューロンは、個人の初期の薬物使用経験への感受性に影響を与える可能性がある。この仮説を支持するために、動物研究ではストレスなどの環境的要因が動物の遺伝子発現に影響を与える可能性があることが示されている。
ヒトにおいて、嗜癖に関する双子研究はこの関連性の最も質の高い証拠の一部を提供し、その結果、一方の双子が嗜癖の影響を受けている場合、もう一方の双子も同様に影響を受ける可能性が高く、同じ物質に対してもそうであることが分かっている。遺伝的要素のさらなる証拠は、家族研究からの研究結果であり、これは家族の一員が嗜癖の歴史を持っている場合、親戚や近親者が若い年齢で嗜癖に紹介されていない人と比較して、同じ習慣を発達させる可能性がはるかに高いことを示唆している。
薬物嗜癖の発達に特定の遺伝子を関連付けるデータは、ほとんどの遺伝子で混在している。薬物嗜癖の研究の多くは、一般人口の5%以上のアレル頻度を持つ一般的な変異に焦点を当てている。これらが疾患と関連している場合、1.1〜1.3%のオッズ比を持つわずかな追加リスクしか与えない。これにより、まれな変異仮説が発展し、これは人口の低頻度（<1%）の遺伝子が疾患の発達においてはるかに大きな追加リスクを与えると述べている。
ゲノムワイド関連解析（GWAS）は、依存症、嗜癖、および薬物使用との遺伝的関連を調査するために使用される。これらの研究は、動物ノックアウトモデルや候補遺伝子解析を通じて以前に記述されたタンパク質からの遺伝子を特定することはまれである。代わりに、細胞接着などのプロセスに関与する遺伝子の大部分が一般的に特定される。エンドフェノタイプの重要な影響は、通常これらの方法によって捕捉されない。薬物嗜癖のGWASで特定された遺伝子は、薬物経験の前、後、またはその両方において脳の行動を調整することに関与している可能性がある。

### 環境的要因
嗜癖の環境的リスク要因は、個人の遺伝的構成と相互作用して、嗜癖に対する脆弱性を増加または減少させる生涯にわたる経験である。例えば、COVID-19の全国的流行の後、より多くの人々が喫煙をやめ（対開始）、喫煙者は平均して消費するタバコの量を減らした。より一般的には、嗜癖のリスク要因として、様々な心理社会的ストレス要因を含む様々な環境要因が関連付けられている。国立薬物乱用研究所（NIDA）と研究は、親の監督の欠如、同年代の物質使用の普及、物質の入手可能性、および貧困を子どもや青少年の物質使用のリスク要因として挙げている。嗜癖の脳疾患モデルは、個人の嗜癖性薬物への曝露が嗜癖の最も重要な環境的リスク要因であると仮定している。神経科学者を含む多くの研究者は、脳疾患モデルが嗜癖の誤解を招き、不完全で潜在的に有害な説明を提示していることを示している。
精神分析理論モデルは、「嗜癖」を絶望感と無力感に対する防衛の形態として、また幼少期の逆境体験（ACEs）、幼少期に経験したさまざまな形態の虐待や機能不全に関連する強力な感情を調節する失敗の症状として定義している。この場合、嗜癖性物質は短いが完全な安心感と制御の肯定的感覚を提供する。アメリカ疾病予防管理センターによる有害な幼児体験研究は、ACEsと物質使用障害を含む多くの健康、社会、行動上の問題との間に強力な用量反応関係が存在することを示している。子どもが身体的、感情的、性的虐待、身体的または感情的無視、家庭内の暴力の目撃、親の収監または精神疾患などのストレスの多い出来事に慢性的にさらされると、子どもの神経学的発達が永久に妨げられる可能性がある。結果として、子どもの認知機能や否定的または妨害的な感情への対処能力が損なわれる可能性がある。時間が経つにつれ、子どもは対処メカニズムとして、または衝動制御の低下の結果として、特に青年期に物質使用を採用する可能性がある。虐待を経験した膨大な数の子どもたちが、青年期または成人期に何らかの形の嗜癖を持つようになっている。幼少期のストレスな経験を通じて開かれる嗜癖への道は、個人の生涯にわたる環境要因の変化と専門的な助けの機会によって避けることができる。薬物使用に好意的に関与する友人や仲間がいる場合、嗜癖を発症する確率が高まる。家族間の対立と家庭管理は、薬物使用に関与する原因となる。

#### 社会的統制理論
トラヴィス・ハーシの社会的統制理論によれば、家族、宗教、学業、その他の社会的機関への結びつきが強い青年は、薬物使用から嗜癖に至るような非行や不適応行動に従事する可能性が低い。

### 年齢
青年期は嗜癖を発症する脆弱性が高まる時期である。青年期では、脳の報酬系システムは認知的制御中枢よりもずっと早く成熟する。これにより結果的に、行動決定プロセスにおいて報酬系システムが不釣り合いな力を持つことになる。そのため、青年は結果を考慮する前に衝動に基づいて行動し、嗜癖につながる可能性のあるリスクの高い行動に従事する可能性が高まる。青年は薬物使用を開始し維持する可能性が高いだけでなく、嗜癖になると治療に抵抗し、再発する可能性が高い。
ほとんどの個人は青年期に初めて嗜癖性薬物に触れ、使用する。アメリカ合衆国では、2013年には280万人以上（1日あたり7,800人）の新規違法薬物使用者がおり、そのうち54.1%が18歳未満であった。2011年には、アメリカ合衆国で12歳以上の嗜癖を持つ人は約2,060万人いた。嗜癖を持つ人の90%以上が、18歳未満で飲酒、喫煙、または違法薬物使用を始めている。

### 併存障害
うつ病、不安障害、注意欠陥・多動性障害（ADHD）、または心的外傷後ストレス障害などの併存する精神健康障害を持つ個人は、物質使用障害を発症する可能性が高い。NIDA（国立薬物乱用研究所）は、幼少期の攻撃的行動を物質使用のリスク要因として挙げている。National Bureau of Economic Researchは、「精神疾患と嗜癖性物質の使用の間には明確な関連がある」とし、精神健康患者の大多数がこれらの物質の使用に参加していることを発見した：38%がアルコール、44%がコカイン、40%がタバコを使用している。

### エピジェネティック
エピジェネティクスはDNA配列の変化を伴わない安定した表現型変化の研究である。違法薬物使用はDNAメチル化およびクロマチンリモデリングにおけるエピジェネティックな変化を引き起こすことが発見されている。クロマチンのエピジェネティック状態は、物質嗜癖の発達に対するリスクとなる可能性がある。感情的ストレッサーや社会的逆境が、報酬シグナル伝達経路の変化を引き起こすエピジェネティック反応につながる可能性があることが発見されている。この変化は、薬物使用に対して肯定的な反応を経験する素因を作る可能性がある。

#### 世代間エピジェネティック遺伝
エピジェネティック遺伝子およびその産物（例：タンパク質）は、環境の影響が個人の遺伝子に影響を与えることができる主要な構成要素である。これらは世代間エピジェネティック遺伝の責任メカニズムとして機能し、この現象では親の遺伝子に対する環境の影響が、その子孫の関連特性と行動表現型（例：環境刺激に対する行動反応）に影響を与えることができる。嗜癖においては、エピジェネティックメカニズムが疾患の病態生理学において中心的役割を果たしている。嗜癖中に嗜癖性刺激への慢性的曝露を通じて生じるエピゲノムへのいくつかの変化が世代を超えて伝達され、子どもの行動（例：嗜癖性薬物および自然報酬に対する子どもの行動反応）に影響を与えることが指摘されている。
世代間エピジェネティック遺伝に関与してきたエピジェネティック変化の一般的なクラスには、DNAメチル化、ヒストン修飾、およびマイクロRNAのダウンレギュレーションまたはアップレギュレーションが含まれる。嗜癖に関しては、ヒトにおけるさまざまな形態の嗜癖から生じる特定の遺伝的エピジェネティック変化と、ヒトの子孫におけるこれらのエピジェネティック変化から生じる対応する行動表現型を決定するためにさらなる研究が必要である。動物研究からの前臨床的証拠に基づくと、ラットにおける特定の嗜癖誘発エピジェネティック変化は親から子孫に伝達され、子孫が嗜癖を発症するリスクを減少させる行動表現型を生じさせることができる。より一般的には、嗜癖誘発エピジェネティック変化に由来し親から子孫に伝達される遺伝的行動表現型は、子孫の嗜癖発症リスクを増加または減少させる可能性がある。

## メカニズム
嗜癖は、嗜癖性刺激（例えば、食物摂取、コカイン使用、性的活動への従事、ギャンブルなどの高いスリルを伴う文化的活動への参加）への長期間にわたる慢性的に高レベルの曝露の結果として、転写的およびエピジェネティックメカニズムを通じて発達する脳の報酬系の障害である。デルタFosB (ΔFosB)は遺伝子転写因子であり、行動および薬物嗜癖のほぼすべての形態の発達における重要な構成要素および共通因子である。嗜癖におけるΔFosBの役割に関する20年の研究により、嗜癖が生じ、関連する強迫的行動が強化または弱まるのは、側坐核のD1型中型スパイン神経細胞におけるΔFosBの過剰発現に伴っていることが示されている。ΔFosB発現と嗜癖の間に因果関係があるため、これは前臨床的に嗜癖のバイオマーカーとして使用される。これらのニューロンにおけるΔFosB発現は、薬物自己投与と報酬感作を正の強化を通じて直接的かつ正に調節する一方、嫌悪感への感受性を低下させる。
慢性的な嗜癖性薬物使用は中脳皮質辺縁系投射における遺伝子発現の変化を引き起こす。これらの変化を生じさせる最も重要な転写因子はΔFosB、cAMP応答要素結合タンパク質（CREB）、および核因子カッパB（NF-κB）である。ΔFosBは嗜癖における最も重要な生体分子メカニズムである。なぜなら、側坐核のD1型中型スパイン神経細胞におけるΔFosBの過剰発現は、薬物嗜癖で見られる多くの神経適応と行動効果（例えば、発現依存的な薬物自己投与の増加と報酬感作）に必要かつ十分であるからである。側坐核D1型中型スパイン神経細胞におけるΔFosB発現は、薬物自己投与と報酬感作を正の強化を通じて直接的かつ正に調節すると同時に、嫌悪への感受性を低下させる。ΔFosBは、アルコール、アンフェタミンおよびその他の置換アンフェタミン、カンナビノイド、コカイン、メチルフェニデート、ニコチン、オピエート、フェンサイクリジン、およびプロポフォールを含む多くの異なる薬物および薬物クラスへの嗜癖の仲介に関与している。ΔJunD、転写因子、およびG9a、ヒストンメチルトランスフェラーゼは、どちらもΔFosBの機能に対抗し、その発現の増加を阻害する。側坐核のΔJunD発現（ウイルスベクターを介した遺伝子移入による）またはG9a発現（薬理学的手段による）の増加は、嗜癖性薬物の慢性的高用量使用から生じる多くの神経的および行動的変化（すなわち、ΔFosBによって仲介される変化）を減少させ、大幅な増加があれば阻止することさえできる。
ΔFosBは口当たりの良い食物、性行為、運動などの自然報酬に対する行動反応の調節において重要な役割を果たす。自然報酬は、嗜癖性薬物と同様に、側坐核におけるΔFosBの遺伝子発現を誘導し、これらの報酬の慢性的な獲得はΔFosB過剰発現を通じて同様の病理学的嗜癖状態をもたらす可能性がある。結果として、ΔFosBは自然報酬への嗜癖（すなわち、行動嗜癖）にも関与する主要な転写因子である。特に、側坐核におけるΔFosBは性的報酬の強化効果に不可欠である。自然報酬と薬物報酬の相互作用に関する研究は、ドーパミン作動性精神刺激薬（例えば、アンフェタミン）と性行動が類似の生体分子メカニズムに作用して側坐核でΔFosBを誘導し、ΔFosBを介した双方向の交差感作効果を持つことを示唆している。この現象は、ヒトにおいて、ドーパミン作動性薬物を服用している一部の個人において、薬物誘発性の自然報酬（特に性行為、買い物、およびギャンブル）への強迫的関与を特徴とするドーパミン調節不全症候群が観察されていることから注目される。
ΔFosB阻害剤（その作用に対抗する薬物または治療法）は、嗜癖および嗜癖性障害の効果的な治療法になる可能性がある。
側坐核におけるドーパミンの放出は、口当たりの良い食物や性行為などの自然に強化する刺激を含む多くの形態の刺激の強化特性に役割を果たす。嗜癖状態の発達後、ドーパミン神経伝達の変化が頻繁に観察される。嗜癖を発症したヒトや実験動物では、側坐核および線条体の他の部分におけるドーパミンまたはオピオイド神経伝達の変化が明らかである。特定の薬物（例えば、コカイン）の使用は、報酬系に神経支配を行うコリン作動性ニューロンに影響し、結果としてこの領域におけるドーパミン信号伝達に影響を与える。
Addiction誌の最近の研究によると、セマグルチドなどのGLP-1作動薬薬は、糖尿病および体重管理によく使用されるが、物質使用障害を持つ人々の過剰摂取およびアルコール中毒のリスクも軽減する可能性がある。この研究では、136のアメリカの病院から130万人の健康記録を約9年間分析し、そのうち50万人がオピオイド使用障害、80万人以上がアルコール使用障害を持っていた。研究者たちは、オゼンピックまたは同様の薬を使用していた人々は、これらの薬を使用していない人々と比較して、オピオイド過剰摂取のリスクが40%低く、アルコール中毒のリスクが50%低いことを発見した。

### 報酬系

#### 中脳皮質辺縁系経路
薬物が作用する経路と薬物がそれらの経路をどのように変えることができるかを理解することは、薬物嗜癖の生物学的基盤を検討する際に重要である。報酬経路（中脳辺縁系経路として知られる）またはその延長、中脳皮質辺縁系経路は、脳のいくつかの領域の相互作用によって特徴付けられる。
- 腹側被蓋野（VTA）からの投射は、シナプス後ドーパミン作動性（英語版）ニューロンのネットワークであり、共局在したグルタミン酸受容体（AMPARおよびNMDAR）を持つ。これらの細胞は報酬を示す刺激が存在するときに反応する[12]。VTAは学習と感作発達を支援し、前脳にドーパミン（DA）を放出する[115]。これらのニューロンは側坐核に投射し、中脳辺縁系経路を通じてDAを放出する[116]。薬物嗜癖を引き起こす事実上すべての薬物は、中脳辺縁系経路におけるDA放出を増加させる[117][21]。
- 側坐核（NAcc）はVTA投射の一つの出力である。側坐核自体は主にGABA作動性中型スパイン神経細胞（英語版）（MSNs）から成る[118]。NAccは条件づけられた行動の獲得と誘発に関連し、嗜癖が進行するにつれて薬物に対する感受性の増加に関与している[115][26]。側坐核におけるΔFosBの過剰発現は、本質的にすべての既知の形態の嗜癖において必要な共通因子である[3]。ΔFosBは正に強化された行動の強力な正の調節因子である[3]。
- 前頭前皮質（前帯状および眼窩前頭皮質を含む[119][26]）は、中脳皮質辺縁系経路におけるもう一つのVTA出力である。これは行動が引き出されるかどうかを決定するのに役立つ情報の統合において重要である[120]。それは薬物使用の報酬的経験と環境内の手がかりとの間の関連性を形成するために不可欠である。重要なことに、これらの手がかりは薬物探索行動の強力な仲介者であり、数ヶ月または数年の禁断期間後でも再発を引き起こす可能性がある[121][21]。

嗜癖に関与するその他の脳構造には以下が含まれる：
- 基底外側扁桃体（英語版）はNAccに投射し、動機付けにとって重要であると考えられている[120]。
- 海馬は学習と記憶における役割のため、薬物嗜癖に関与している。この証拠の多くは、海馬の細胞を操作するとNAccのDAレベルとVTAドーパミン作動性細胞の発火率が変化することを示す調査から得られている[116]。

#### ドーパミンとグルタミン酸の役割
ドーパミンは脳の報酬系の主要な神経伝達物質である。それは運動、感情、認知、動機付け、そして快楽の感覚を調節する役割を果たす。食事などの自然報酬や娯楽的薬物使用はドーパミンを放出させ、これらの刺激の強化的性質と関連している。ほぼすべての嗜癖性薬物は、直接的または間接的に、ドーパミン作動性活性を高めることによって脳の報酬系に作用する。
多くの種類の嗜癖性薬物の過剰摂取は、高量のドーパミンの繰り返しの放出をもたらし、これが次に高まったドーパミン受容体活性化を通じて直接的に報酬経路に影響を与える。シナプス間隙におけるドーパミンの長期間かつ異常に高いレベルは、神経経路における受容体のダウンレギュレーションを誘導する可能性がある。中脳辺縁系ドーパミン受容体のダウンレギュレーションは、自然強化因子に対する感受性の低下をもたらす可能性がある。
薬物探索行動は前頭前皮質から側坐核へのグルタミン酸作動性投射によって誘導される。この考えは、側坐核におけるAMPAグルタミン酸受容体とグルタミン酸放出の阻害後に薬物探索行動を防止できることを示す実験からのデータによって支持されている。

### 報酬感作
| 標的 遺伝子    | 標的 発現 | 神経効果                                                                       | 行動効果                    |
| -------------- | --------- | ------------------------------------------------------------------------------ | --------------------------- |
| c-Fos          | ↓         | ΔFosBの慢性的誘導を可能にする 分子スイッチ                                     | –                           |
| ダイノルフィン | ↓         | • κ-オピオイドフィードバックループのダウンレギュレーション                     | • 薬物報酬の増加            |
| NF-κB          | ↑         | • NAcc樹状突起過程の拡大 • NAccにおけるNF-κB炎症反応 • CPにおけるNF-κB炎症反応 | • 薬物報酬の増加 • 運動感作 |
| GluR2          | ↑         | • グルタミン酸への感受性低下                                                   | • 薬物報酬の増加            |
| Cdk5           | ↑         | • GluR1シナプスタンパク質リン酸化 • NAcc樹状突起過程の拡大                     | 薬物報酬の減少 （純効果）   |

報酬感作は、報酬の量（特に、インセンティブ顕著性)を脳が報酬刺激（例えば、薬物）に割り当てる量を増加させるプロセスである。簡単に言えば、特定の刺激（例えば、薬物）に対する報酬感作が生じると、個人のその刺激自体およびその関連する手がかりに対する「欲しさ」または欲望が増加する。報酬感作は通常、刺激への慢性的に高いレベルの曝露の後に発生する。側坐核のD1型中型スパイン神経細胞におけるΔFosB発現は、薬物および自然報酬を含む報酬感作を直接的かつ正に調節することが示されている。
「手がかり誘発性欲求」または「手がかり触発性欲求」、嗜癖で生じる渇望の一形態は、嗜癖を持つ人々が示す強迫的行動の大部分に責任がある。嗜癖の発達中、それまでは中立的で報酬性のない刺激と薬物消費の繰り返しの関連付けは、連合学習プロセスを引き起こし、これらの以前は中立的だった刺激が嗜癖性薬物使用の条件付き正の強化因子として機能するようになる（すなわち、これらの刺激は薬物手がかりとして機能し始める）。薬物使用の条件付き正の強化因子として、これらの以前は中立的だった刺激にはインセンティブ顕著性が割り当てられる（これは渇望として現れる）—時には報酬感作のために病的に高いレベルになり—これは当初ペアになっていた一次強化因子（例えば、嗜癖性薬物の使用）に転移する可能性がある。
自然報酬と薬物報酬の相互作用に関する研究は、ドーパミン作動性精神刺激薬（例えば、アンフェタミン）と性行動が類似の生体分子メカニズムに作用して側坐核でΔFosBを誘導し、ΔFosBを介して双方向の**報酬交差感作**効果を持つことを示唆している。ΔFosBの報酬感作効果とは対照的に、CREB転写活性は使用者の物質の報酬効果に対する感受性を低下させる。側坐核におけるCREB転写は、精神的依存および薬物離脱中の快感または動機付けの欠如を含む症状に関連している。

### 神経エピジェネティックメカニズム
脳の報酬系内の遺伝子発現の変化したエピジェネティック調節は、薬物嗜癖の発達において重要かつ複雑な役割を果たす。嗜癖性薬物はニューロン内の3種類のエピジェネティック修飾と関連している。これらは（1）ヒストン修飾、（2）特定の遺伝子における（またはその隣接する）CpGサイトでのDNAのエピジェネティックメチル化、および（3）特定の標的遺伝子を持つマイクロRNAのエピジェネティックダウンレギュレーションまたはアップレギュレーションである。例として、側坐核（NAc）の細胞内の何百もの遺伝子が薬物曝露後にヒストン修飾—特に、ヒストン残基のアセチル化およびメチル化状態の変化—を示す一方で、NAc細胞内の他のほとんどの遺伝子はそのような変化を示さない。

## 診断

### 分類

#### DSM-5
DSM第5版では、薬物使用関連障害のスペクトルを指すために「物質使用障害」という用語を使用している。DSM-5は診断カテゴリから「乱用」と「依存」という用語を排除し、代わりに「軽度」、「中等度」、「重度」という特定語を使用して障害のある使用の程度を示している。これらの特定語は、特定のケースに存在する診断基準の数によって決定される。DSM-5では、「薬物嗜癖」という用語は「重度の物質使用障害」と同義である。
DSM-5は行動嗜癖に関する新しい診断カテゴリーを導入した。問題ギャンブルは第5版のこのカテゴリーに含まれる唯一の状態である。インターネットゲーム障害はDSM-5において「さらなる研究を必要とする状態」として記載されている。
過去の版では、嗜癖状態を特定するために身体的依存と関連する離脱症候群を使用していた。身体的依存は、身体が物質を「正常な」機能に組み込むことによって調整された場合—すなわち、恒常性を達成した場合—に発生し、したがって使用を中止すると身体的離脱症状が現れる。耐性は、体が物質に継続的に適応し、元の効果を達成するためにますます多くの量を必要とするプロセスである。離脱とは、身体が依存するようになった物質を減らしたり中止したりする際に経験される身体的および心理的症状を指す。離脱症状には一般的に、体の痛み、不安、易怒性、物質に対する強い渇望、不快感、吐き気、幻覚、頭痛、冷や汗、振戦、および発作が含まれるが、これらに限定されない。急性の身体的オピオイド離脱中には、むずむず脚症候群の症状が一般的で、顕著である可能性がある。この現象から「習慣を断つ」という慣用句が生まれた。
嗜癖を積極的に研究する医学研究者たちは、嗜癖のDSM分類が欠陥があり、恣意的な診断基準を含んでいると批判している。

#### ICD-11
国際疾病分類の第11改訂版、一般にICD-11と呼ばれるものは、診断をやや異なる方法で概念化している。ICD-11はまず、精神作用物質の問題（「物質使用による障害」）と行動嗜癖（「嗜癖行動による障害」）を区別している。精神作用物質に関して、ICD-11は含まれる物質が最初に「快適または魅力的な精神作用効果を生み出し、これらは繰り返し使用すると報酬的で強化的であるが、続けて使用すると、含まれる多くの物質は依存を引き起こす能力を持つ。それらは精神的および身体的健康の両方に多くの形の害を引き起こす可能性がある」と説明している。問題のある物質使用のすべての種類を網羅する1つの診断（「物質使用障害」）というDSM-5のアプローチの代わりに、ICD-11は3つの診断の可能性を提供している：1）有害な精神作用物質使用のエピソード、2）有害な精神作用物質使用のパターン、および3）物質依存。

### スクリーニングと評価

#### 嗜癖神経臨床評価
嗜癖神経臨床評価は、嗜癖障害を診断するために使用される。このツールは3つの異なる領域を測定する：実行機能、インセンティブ顕著性、およびネガティブな情動性。実行機能は嗜癖で中断される可能性のあるプロセスで構成されている。嗜癖の文脈では、インセンティブ顕著性は嗜癖性物質をどのように認識するかを決定する。嗜癖を持つ個人ではネガティブな感情反応の増加が見られている。

#### タバコ、アルコール、処方薬、およびその他の物質使用（TAPS）
これは、一般的に使用される物質を評価するスクリーニングおよび評価ツールである。このツールは、TAPS-1とTAPS-2（それぞれスクリーニングおよび評価ツール）の両方を含むため、複数のスクリーニングおよび評価ツールの必要性を排除し、簡単な診断を可能にする。スクリーニング要素は、特定の物質（タバコ、アルコール、処方薬、およびその他）の使用頻度について尋ねる。個人がスクリーニングで陽性であれば、第二の要素が始まる。これは物質のリスクレベルを示す。

#### CRAFFT
CRAFFT（Car-Relax-Alone-Forget-Family and Friends-Trouble）は医療センターで使用されるスクリーニングツールである。CRAFFTはバージョン2.1であり、ニコチンとタバコ使用のためのCRAFFT 2.1+Nと呼ばれるバージョンがある。このツールは青少年の間で物質使用、物質関連運転リスク、および嗜癖を特定するために使用される。このツールは異なるシナリオのための一連の質問を使用する。特定の回答の組み合わせの場合、より正確な回答を得るためにさまざまな質問セットを使用することができる。質問の後、DSM-5の基準を使用して、その人が物質使用障害を持つ可能性を特定する。これらのテストが終了した後、臨床医は「5 RS」の簡潔なカウンセリングを与える。
簡潔なカウンセリングの5 RSには以下が含まれる：
1. REVIEW スクリーニング結果の確認
2. RECOMMEND 使用しないことを推奨
3. RIDING/DRIVING 運転リスクカウンセリング
4. RESPONSE: 自己動機付けの発言を引き出す
5. REINFORCE 自己効力感を強化する

#### 薬物乱用スクリーニングテスト（DAST-10）
薬物乱用スクリーニングテスト（DAST）は問題のある物質使用を測定する自己報告ツールである。このテストへの回答はイエスまたはノーの答えとして記録され、0から28の間の数字としてスコア化される。薬物乱用または依存は、6のカットオフスコアによって示される。このスクリーニングツールの3つのバージョンが使用されている：DAST-28、DAST-20、およびDAST-10。これらの各ツールはハーヴェイ・A・スキナー博士によって著作権が保持されている。

#### アルコール、喫煙、および物質関与テスト（ASSIST）
アルコール、喫煙、および物質関与テスト（ASSIST）はWHOによって開発された8つの質問からなるインタビューベースの質問票である。質問は生涯使用について尋ね、使用頻度、使用衝動、健康、財政、社会、または法的問題の頻度、義務の不履行、誰かが使用について懸念を表明したかどうか、使用を制限または抑制する試み、および注射による使用についてである。

## 予防

### 乱用可能性
乱用または嗜癖可能性は、非医学的状況で薬物を使用する傾向である。これは典型的には多幸感、気分変化、または鎮静のためである。乱用可能性は、薬物を使用する人が他の方法では得られない何かを欲しがる場合に使用される。これを得る唯一の方法は薬物の使用を通じてである。乱用可能性を見る場合、薬物が乱用されるかどうかを決定するいくつかの要因がある。これらの要因は：薬物の化学的構成、脳への影響、および研究されている集団の年齢、脆弱性、健康（精神的および身体的）である。高い乱用可能性につながる特定の化学的構成を持つ薬物がいくつかある。これらは：コカイン、ヘロイン、吸入剤、マリファナ、MDMA（エクスタシー）、メタンフェタミン、PCP、合成カンナビノイド、合成カチノン（バスソルト）、ニコチン（例えば、タバコ）、およびアルコールである。

### 物質嗜癖のための潜在的ワクチン
嗜癖のためのワクチンは2000年代初頭から可能性として研究されてきた。薬物嗜癖または他の物質乱用に対して「免疫」するためのワクチンの一般的な理論は、それが免疫系を調整して、脳内で反応を引き起こす物質の分子を攻撃して消費または無効化するように条件付けるというものであり、これにより嗜癖者が薬物の効果を実感できなくなる。このような治療の対象として検討されている嗜癖には、ニコチン、オピオイド、およびフェンタニルが含まれる。ワクチンは「作用の長い持続時間、投与の確実性、重要な器官への毒性の潜在的減少」により、他の抗嗜癖治療よりも効果的である可能性があると特定されている。
開発中の特定の嗜癖ワクチンには以下が含まれる：
- NicVAX（英語版）、ニコチンへの身体的依存を減少または除去することを目的とした結合型ワクチン[154]。この独自のワクチンはメリーランド州ロックビルのナビ・バイオファーマシューティカルズ[155]によって、米国国立薬物乱用研究所（英語版）の支援を受けて開発されている。NicVAXはハプテン3'-アミノメチルニコチンで構成され、これが緑膿菌外毒素A（英語版）に結合（付着）されている[156]。
- TA-CD（英語版）、活性ワクチン[157]で、ゼノバ・グループによって開発され、コカインの効果を否定するために使用される。これはノルコカイン（英語版）と不活性化したコレラ毒素を組み合わせて作られる。これは通常のワクチンとほぼ同じ方法で機能する。大きなタンパク質分子がコカインに付着し、これが抗体からの反応を刺激し、分子を破壊する。これはまた、コカインが血液脳関門を通過するのを防ぎ、ドーパミン放出の刺激から生じるコカインの多幸的な高揚感と報酬系効果を否定する。このワクチンはコカインに対するユーザーの「欲求」には影響しない—薬物の身体的効果のみに影響する[158]。
- TA-NIC（英語版）、人体内のニコチンを破壊して効果がなくなるようにするヒト抗体を作成するために使用される[159]。

2023年9月の時点で、ワクチンは「ヘロインとフェンタニルに対してテストされ、OxyContinに対してテストされる途上にある」と報告された。

## 治療
効果的であるためには、薬理学的または生物学的に基づく嗜癖の治療は、認知行動療法（CBT）および弁証法的行動療法（DBT）などの他の介入、個人およびグループ心理療法、行動修正戦略、12ステッププログラム、および居住型治療施設を伴う必要がある。変化の段階的モデル（TTM）は、治療をいつ開始できるか、およびどの方法が最も効果的であるかを決定するために使用できる。治療が早すぎると、人が防衛的になり変化に抵抗する原因になる可能性がある。

## 疫学
文化的な違いにより、特定の期間内に薬物または行動嗜癖を発症する個人の割合（すなわち、有病率）は、時間、国、および国内の人口統計（例えば、年齢層、社会経済的地位など）によって異なる。嗜癖が許容できないとみなされる場所では、嗜癖のある人は少なくなる。

### アジア
アルコール依存症の有病率は他の地域ほど高くない。アジアでは、社会経済的要因だけでなく生物学的要因も飲酒行動に影響を与える。
インターネット嗜癖障害は、IAT（インターネット嗜癖テスト）- 5%とCIAS-R（改訂チェンインターネット嗜癖尺度）- 21%の両方によれば、フィリピンで最も高い。

### オーストラリア
オーストラリア人の物質使用障害の有病率は2009年に5.1%と報告された。2019年にオーストラリア保健福祉研究所はさまざまな種類の薬物と人口統計学的特徴の薬物使用を定量化する全国薬物調査を実施した。調査によると、2019年には14歳以上の人の11%が毎日喫煙しており、アルコールを飲む人の9.9%（14歳以上の総人口の7.5%に相当）がアルコール依存症と認定される可能性があり、過去1年間に大麻を使用した240万人の17.5%が危険な使用または依存問題を持つ可能性があり、約30万人の最近のメスおよびアンフェタミン使用者の63.5%が問題使用を発症するリスクがあることがわかった。

### ヨーロッパ
2015年の成人人口における推定有病率は、重度の断続的アルコール使用（過去30日間）が18.4%、毎日のタバコ喫煙が15.2%、2017年の大麻使用が3.8%、アンフェタミン使用が0.77%、オピオイド使用が0.37%、コカイン使用が0.35%であった。アルコールおよび違法薬物の死亡率は東ヨーロッパで最も高かった。データは2002年から2014年の間に、ほとんどのヨーロッパ諸国で15歳の子どもたちの間でアルコール使用の減少傾向を示している。13歳未満での初めてのアルコール使用は、2014年のヨーロッパの子どもたちの28%で記録された。

### アメリカ合衆国
2011年現在のアメリカ合衆国の青年人口の代表的なサンプルに基づくと、アルコールおよび違法薬物への嗜癖の生涯有病率はそれぞれ約8%および2～3%と推定されている。2011年現在のアメリカ合衆国の成人人口の代表的なサンプルに基づくと、アルコールおよび違法薬物嗜癖の12ヶ月有病率はそれぞれ12%および2～3%と推定されている。処方薬嗜癖の生涯有病率は約4.7%である。
2021年現在アメリカ合衆国の全国薬物使用と健康に関する調査によって調査された12歳以上の4,370万人が、アルコール、ニコチン、またはその他の薬物への嗜癖の治療を必要としていた。最も多くの人々のいるグループは18～25歳（25.1%）と「アメリカインディアンまたはアラスカ先住民」（28.7%）であった。約10%、または少し多くの200万人だけが何らかの形の治療を受けており、治療を受ける人も一般的に証拠に基づくケアを受けていない。入院ケア病院コストの3分の1と米国での毎年のすべての死亡の20%は、治療されていない嗜癖や危険な物質使用の結果である。社会全体への大規模な経済的コストにもかかわらず、これは糖尿病とすべての形態のがんを合わせたコストよりも大きいが、米国のほとんどの医師は薬物嗜癖に効果的に対処するための訓練を欠いている。
アメリカ合衆国での強迫的ギャンブル、性嗜癖、食物嗜癖、および強迫的買い物の生涯有病率の推定はそれぞれ1～2%、5%、2.8%、5～6%である。アメリカ合衆国内での性嗜癖および関連する強迫的性行動（例えば、ポルノグラフィーの有無にかかわらずの強迫的自慰行為、強迫的サイバーセックスなど）の時間不変の有病率は人口の3～6%の範囲である。
ピュー研究センターが2017年に実施した世論調査によると、アメリカの成人のほぼ半数が、人生のある時点で薬物嗜癖と闘った家族や親しい友人を知っている。
2019年、オピオイド嗜癖はアメリカ合衆国の国家的危機として認められた。ワシントン・ポストの記事によると、「アメリカの最大の製薬会社は、それが嗜癖と過剰摂取を促進していることが明らかになった後でさえ、2006年から2012年にかけて国中に鎮痛剤を氾濫させた」とされている。
全国疫学調査によるアルコールおよび関連状態によると、2012年から2013年にかけての米国成人における大麻使用障害の有病率は2.9%であった。

### カナダ
カナダ統計局の2012年の調査では、15歳以上の人における物質使用障害の生涯有病率と12ヶ月有病率がそれぞれ21.6%と4.4%であることが分かった。アルコール乱用または依存症は生涯有病率18.1%と12ヶ月有病率3.2%を報告した。大麻乱用または依存症は生涯有病率6.8%と12ヶ月有病率3.2%を報告した。その他の薬物乱用または依存症は生涯有病率4.0%と12ヶ月有病率0.7%を持つ。「物質使用障害」という用語は「薬物嗜癖」と互換的に使用される。
オンタリオ州、カナダでは2009年から2017年の間に、精神健康と嗜癖のための外来訪問が100人あたり52.6から57.2に増加し、救急部門訪問は1000人あたり13.5から19.7に増加し、入院数は1000人あたり4.5から5.5に増加した。ケアが必要な有病率は全体的に14～17歳の年齢層で最も増加した。

### 南アメリカ
ラテンアメリカにおけるオピオイド使用とオピオイド使用障害の現実は、観察が疫学的知見に限られている場合、誤解を招く可能性がある。国連薬物犯罪事務所の報告書では、南アメリカは世界のモルヒネとヘロインの3%、アヘンの0.01%を生産しているが、使用の有病率は不均等である。米州薬物乱用管理委員会によると、ヘロインの消費量はほとんどのラテンアメリカ諸国では低いが、コロンビアはその地域の最大のアヘン生産国である。メキシコは、アメリカ合衆国との国境があるため、使用の発生率が最も高い。

## 語源
「嗜癖」という言葉はラテン語の「addico」に由来し、「譲渡」を意味し、肯定的な含意（献身、専念）と否定的な含意（ローマ法において債権者に奴隷にされること）の両方を持つ。この二重の意味は伝統的な英語辞典に残り、法的降伏と個人的習慣への献身の両方を包含している。後に、19世紀の禁酒運動は嗜癖の定義を薬物関連疾患だけに狭め、行動嗜癖や肯定的または中立的な嗜癖の可能性を無視した。この制限的な見解は嗜癖の現在の理解に反している。
「嗜癖」と「嗜癖的行動」は精神障害のカテゴリー、神経心理学的症状のカテゴリー、または単に不適応/有害な習慣とライフスタイルを表す多義語である。医学における「嗜癖」という用語の一般的な使用は、行動的強迫行動または感覚的報酬（例えば、アルコール、ビンロウジ、薬物、性、ギャンブル、ビデオゲーム）に向けた衝動のカテゴリーへの関与に対する浸透的/過度で強い欲求を表す神経心理学的症状である。嗜癖障害または嗜癖性障害は、機能障害（すなわち、対象の社会的/家族的および職業的活動を制限する）を誘発する高強度の嗜癖（神経心理学的症状として）を含む精神障害である。そのような障害の2つのカテゴリーは「物質使用嗜癖」と「行動嗜癖」である。
歴史を通じて「嗜癖」という用語の語源は誤解されており、その言葉に関連するさまざまな意味を持っていた。その例は近世ヨーロッパの宗教的風景におけるその言葉の使用である。当時の「嗜癖」は「取り付く」ことを意味し、肯定的と否定的の両方の含意を持っていた。この取り付きの対象は「良いまたは悪い」と特徴付けられる可能性があった。近世期における嗜癖の意味は主に肯定性と善良さに関連していた。この近世の非常に宗教的な時代、キリスト教のリバイバリズムと敬虔主義的傾向の時代において、それは「自分自身を他者に捧げる」方法として見られていた。

### 接尾辞「-holic」と「-holism」
現代英語では「-holic」は接尾辞であり、対象に追加して嗜癖を表すことができる。これは「アルコール依存症」（医学的にも社会的にも最初に広く認識された嗜癖の一つ）という言葉から抽出されたもので、正しくは語根「アルコール」に接尾辞「-ism」が付いているが、「alco」と「-holism」に再分解された。このような嗜癖に対する正しい医事法的用語がある：渇酒症は「アルコール依存症」の医事法的用語である。他の例はこの表に示されている：
| 口語的用語       | 何への嗜癖か | 医事法的用語                             |
| ---------------- | ------------ | ---------------------------------------- |
| チョコホリック   | チョコレート |                                          |
| ダンスホリック   | ダンス       | 舞踏病                                   |
| レイジホリック   | 怒り         |                                          |
| セックスホリック | 性           | 性欲亢進症、サチリアシス、ニンフォマニア |
| シュガーホリック | 砂糖         | 糖中毒症                                 |
| ワーカホリック   | 仕事         | 労働狂                                   |

## 歴史
嗜癖に関する近代的研究は、1875年にモルヒネ嗜癖に関する研究が始まって以来、この疾患のより良い理解をもたらした。これにより嗜癖が医学的状態であるという理解が進んだ。嗜癖が疾患として、身体的状態と精神疾患の両方として西洋世界で認識されるようになったのは19世紀になってからである。今日、嗜癖は生物心理社会的および神経学的障害として理解されており、影響を受ける人々に悪影響を及ぼし、最も一般的には薬物使用とアルコールの過剰使用に関連している。嗜癖の理解は歴史を通じて変化してきており、それが医学的に治療され診断される方法に影響を与え、今後も影響を与え続ける。

## 嗜癖と芸術
芸術は嗜癖に関連する問題に対応するためにさまざまな方法で使用できる。芸術は物質使用障害の治療において療法の一形態として使用できる。絵画、彫刻、音楽、執筆などの創造的活動は、人々が安全で健康的な方法で感情や経験を表現するのに役立つ。芸術は、個人の物質使用障害に寄与している可能性のある根本的な問題を特定するための評価ツールとして使用できる。芸術を通じて、個人は自分自身の動機や行動について洞察を得ることができ、それが治療コースを決定するのに役立つ。最後に、芸術は問題についての認識を高め、理解と思いやりを促進することによって、物質使用障害に苦しむ人々を擁護するために使用できる。芸術を通じて、個人は自分の物語を共有し、認識を高め、物質使用障害と闘っている人々に支援と希望を提供することができる。

### 療法として
嗜癖治療は複雑であり、関与やサービスの利用可能性の懸念のために常に効果的ではないため、研究者は治療の保持を改善し再発率を減少させる取り組みを優先する。物質乱用の特徴には、孤立感、自信の欠如、コミュニケーションの困難、コントロール感の欠如が含まれる場合がある。同様に、物質使用障害に苦しむ人々は非常に敏感で創造的である傾向があり、そのため、ダンス、絵画、執筆、音楽、演技などの創造的芸術で意味のある自己表現ができる可能性が高い。Wallerと Mahony（2002）およびKaufman（1981）によってさらに証明されているように、創造的芸術療法は、特に言語的コミュニケーションが効果的でない場合に、この集団に適した治療選択肢となり得る。
嗜癖治療における芸術療法の主な利点は次のように特定されている：
- クライアントの物質使用問題を評価し特徴づける
- クライアントの抵抗、防衛、否認を回避する
- 恥や怒りを抑制する
- 抑圧された、または複雑な感情の表現を促進する
- クライアントの強みを強調する
- 言語的コミュニケーション（シンボルの使用を通じて）と従来の療法形式に代わるものを提供する
- クライアントに制御感を提供する
- 孤立感に取り組む

芸術療法は総合的な治療モデルにおける物質乱用に対処するための効果的な方法である。心理教育プログラムに含まれると、グループ環境での芸術療法はクライアントがより個人化された方法で教えられた概念を内在化するのに役立つ。治療の過程で、異なる時点で作成されたアートワークを検討し比較することにより、芸術療法士は問題の特定と診断に役立ち、また人が解毒する際の改善の程度や方向性を追跡するのに役立つ。治療レジメンへの順守を高め、禁欲を維持することが目標である場合、芸術療法士は、治療指示をカスタマイズすることで支援できる（メリットとデメリットを比較するコラージュの作成、過去と現在と未来を比較する画像の作成、および薬物治療を中止したときに何が起こったかを描く描画を作成するようクライアントを促す）。
芸術療法は、より従来の療法と併用される補完的療法として機能し、薬物使用の悪影響を最小化するためのハームリダクションプロトコルと統合することができる。アルコホリクス・アノニマスが支持するミネソタモデルの12ステップに基づく既存の嗜癖治療プログラム内での芸術療法の組み込みの評価では、参加者の66%が治療の一部としての芸術療法の有用性を表明した。毎週の芸術療法セッション内で、クライアントはプログラムによって引き起こされる強い感情と認知を反映し、処理することができた。今度は、プログラムの芸術療法コンポーネントが、クライアントのより強い自己認識、探求、抑圧された無意識の感情の外在化を促進し、より統合された「本物の自己」の発達を促進した。
嗜癖治療での使用のための芸術療法の有効性を支持する多数の無作為化対照試験、臨床対照試験、逸話的証拠にもかかわらず、2018年に行われた系統的レビューでは、視覚芸術、演劇、ダンスと動き療法、または「ヘルスにおける芸術」方法論が物質乱用を減少させるための介入としての有効性を確認するのに十分な証拠を見つけることができなかった。音楽療法は、物質使用と診断された人々が治療のための熟考と準備を助けるための潜在的に強い有益な効果を持つことが確認された。

### 評価ツールとして
正式要素芸術療法尺度（FEATS）は、物質使用障害に苦しむ人々によって作成された描画を、対照群（SUDのない個人で構成される）の描画と比較して評価するために使用される評価ツールである。FEATSは12の要素で構成され、そのうち3つがSUDのある人の描画をSUDのない人の描画と区別するのに特に効果的であることが分かった：人物、リアリズム、発達。人物要素は、人間の特徴がどの程度現実的に描かれているかを評価し、リアリズム要素はアートワークの全体的な複雑さを評価し、発達要素は子供と青年の標準化された描画との関連でアートワークの「発達年齢」を評価する。FEATS評価ツールを使用することにより、臨床医はSUDを持つ個人の描画について貴重な洞察を得ることができ、それを対照群の描画と比較することができる。FEATSのような正式な評価は、医療提供者にSUDの抽象的で直感的な特性を定量化、標準化、伝達する手段を提供し、より正確な診断と十分な情報に基づいた治療決定を行う。
他の芸術的評価方法には、鳥の巣描画法がある：クライアントのアタッチメントの安全性を視覚化するための有用なツール。この評価方法は、描画で使用される色の量を見るもので、色の欠如は「不安定なアタッチメント」を示し、これはクライアントのセラピストや回復フレームワークが考慮しなければならない要因である。
アルコール依存症に苦しむ親の子供たちと協力する芸術療法士は、運動性家族描画評価ツールを使用して家族力学に光を当て、子供たちが家族の経験を表現し理解するのを助けることができる。KFDは家族セッションで使用され、子どもたちがアルコール使用障害から回復中の親に自分の経験とニーズを共有できるようにする。自己の孤立および他の家族メンバーの孤立の描写は、親のアルコール依存症の指標となる可能性がある。

### 擁護
スティグマは恥の感情につながり、物質使用障害を持つ人々が助けを求めるのを妨げ、ハームリダクションサービスの提供を妨げる可能性がある。これはヘルスケア政策に影響を与え、これらの個人が治療にアクセスすることを困難にする可能性がある。
芸術家たちは、嗜癖に対する社会的認識を罰すべき道徳的違反から治療が必要な慢性疾患へと変えようとしている。この形の擁護は、嗜癖との闘いを司法の視点から公衆衛生システムへ移行させるのに役立つ。
個人的に嗜癖を経験した、または回復を経験したアーティストは、「嗜癖の人間の顔」を明らかにする方法で自分の経験を描写するために芸術を使用することがある。嗜癖と回復の経験を個人的なレベルに引き下げ、「私たちと彼ら」を分解することで、視聴者はより思いやりを示し、嗜癖のステレオタイプとスティグマを放棄し、嗜癖を個人的ではなく社会的問題としてラベル付けする傾向がより強くなる。
サントラによると、物質使用障害の教育と予防において擁護の形として芸術を使用する主な目的には以下が含まれる：
- 嗜癖芸術展示会はさまざまな情報源から来る可能性があるが、これらの作品の根底にあるメッセージは同じである：知的に要求の高い/門限のある事実や数字に頼らずに感情を通じてコミュニケーションをとること。これらの展示会は単独で立つことも、事実を強化することも、挑戦することもできる。
- 嗜癖を医学的疾患として認識と理解を高めるための強力な教育ツール。個人的な物語と画像を特集する展示会は、多様な観客（嗜癖科学者/研究者、嗜癖の影響を受けた人々の家族/友人など）に持続的な印象を残すのに役立ち、問題の人間性を強調し、それに応じて思いやりと理解を促進する。
- 物質使用障害を道徳的失敗としてではなく、治療を必要とする慢性的な医学的状態として理解するように公衆の認識を変える方法。
- 嗜癖に苦しんでいる人々に癒しの保証と励ましを提供し、彼らの闘いの中で一人ではないことを知らせる。
- 視覚芸術の使用は、ヘルスケアシステムにおける適切な物質使用治療、予防、および教育プログラムやサービスの欠如に注目を集めるのに役立つ。メッセージは政策立案者に対し、連邦、州、および地方レベルから嗜癖治療と予防により多くのリソースを割り当てるよう促すことができる。

テンプル大学公衆衛生学部は、オピオイド使用に関する意識を促進し、関連するスティグマを減らすために、学生に作品を作成してもらい、それらを彼らが作成したウェブサイトに掲載し、ソーシャルメディアを通じて宣伝するというプロジェクトを実施した。関与を測定するために定量的および定性的データが記録され、学生アーティストにインタビューが行われ、視点と理解の変化、およびさまざまな経験に対するより大きな理解が明らかになった。最終的に、このプロジェクトは、芸術が作品を作成するアーティストと作品と相互作用する人の両方を力づけるための効果的な媒体であることを発見した。
別の著者は、嗜癖を文化的景観のメタファーを通じて扱うカナダの現代アーティストの作品を批判的に検討し、カナダにおける植民地暴力がいかに先住民族、彼らの土地、および物質乱用の関係に劇的な影響を与えたかを示すために、先住民コミュニティと嗜癖に関連するイデオロギーを「アンマップ」そして「リマップ」した。
「Voice」として知られるプロジェクトは、嗜癖の歴史を持つ女性によって作成された芸術、詩、物語のコレクションであり、ハームリダクションに対する女性の理解を探求し、スティグマの影響に挑戦し、歴史的に沈黙させられたり過小評価されたりした人々に声を与えるためのものだった。このプロジェクトでは、主流のシステム、美的知識、フェミニズム、物質使用に関する知識を持つ看護師が毎週集会を組織し、そこで物質使用と嗜癖の歴史を持つ女性が看護師と一緒に芸術的表現を作成した。作品は、国際薬物関連危害会議、看護会議、および地元のギャラリーを含むいくつかの場所で発表され、ポジティブなコミュニティ反応を受けた。

## 社会科学的モデル

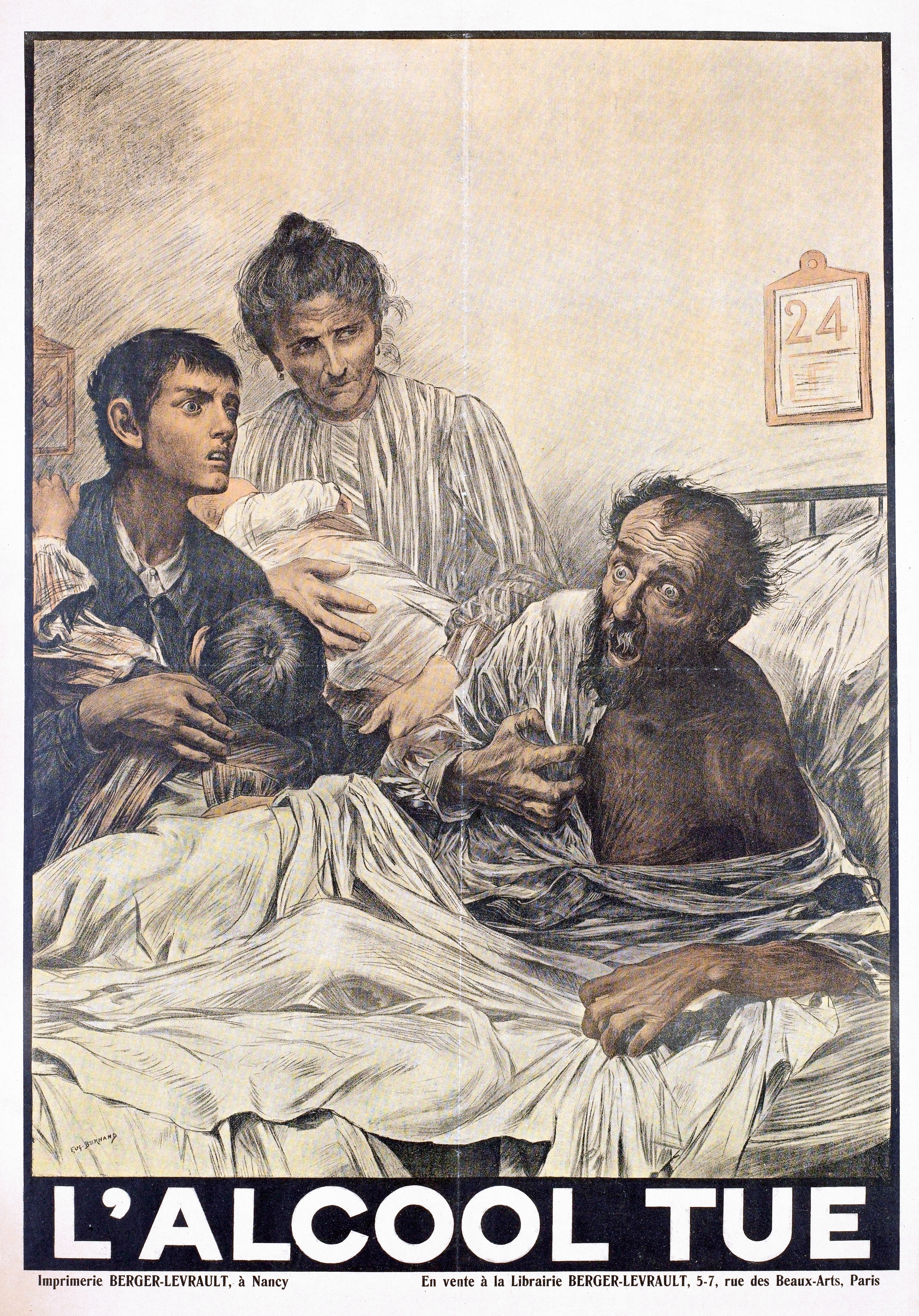
アルコール離脱による急性錯乱状態、別名振戦せん妄

### 生物心理社会的-文化的-精神的
生物医学的に神経心理学的障害と見なされるが、嗜癖は多層的で、生物学的、心理学的、社会的、文化的、および精神的（生物心理社会的-文化的-精神的）要素を持つ。生物心理社会的-文化的-精神的アプローチは学問的境界を越えることを促進し、嗜癖の全体的考察を促進する。生物心理社会的-文化的-精神的アプローチは、例えば、物理的環境が嗜癖の経験、習慣、パターンにどのように影響するかを考慮する。
民族誌的関与と知識分野の発展は嗜癖の生物心理社会的-文化的-精神的理解に貢献してきた。その中にはフィリップ・ブルジョワの仕事が含まれ、彼のフィールドワークはイーストハーレムのストリートレベルの薬物ディーラーとの関わりであり、アメリカ合衆国における薬物使用と構造的抑圧の相関関係を浮き彫りにしている。嗜癖の一般的な生物心理社会的-文化的-精神的考察に影響を与えた以前のモデルには以下が含まれる：

### 文化モデル
薬物使用と乱用の出現に関する人類学的理解である文化モデルは、ドワイト・ヒースによって開発された。ヒースは1956年6月から1957年8月までボリビアのカンバ人との民族誌的研究とフィールドワークを行った。ヒースは、社会の成人メンバーが「大量のラム酒を飲み、少なくとも月に2回は数日連続して酔っ払っていた」と観察した。中毒に続くこの頻繁で大量の飲酒は、典型的に社会的に、祭りの間に行われていた。1989年に戻ってきたヒースは、多くのことが変わったが「飲酒パーティー」は彼の最初の観察通りに残っており、「誰にも有害な結果が現れていない」と観察した。ヒースの観察と相互作用は、この形の社会的行動、すなわちアルコールの習慣的大量消費が奨励され価値を持ち、カンバコミュニティにおける社会的絆を強化していることを反映していた。頻繁な酩酊にもかかわらず、「意識不明になるほどであっても」、カンバはアルコール依存症（嗜癖の一形態）の概念を持たず、酩酊または嗜癖に関連する明らかな社会問題も見られなかった。
メリル・シンガーが指摘したように、ヒースの発見は、その後の異文化間経験と併せて考えると、中毒が社会的に「本質的に混乱を引き起こす」という認識に挑戦した。このフィールドワークに続いて、ヒースは「文化モデル」を提案し、アルコール依存症（嗜癖の一形態として認識されている）などの大量飲酒に関連する「問題」は文化的なものであると示唆した。つまり、アルコール依存症は文化的信念によって決定され、したがって文化によって異なる。ヒースの発見は、「継続的な使用[アルコールの]が避けがたく嗜癖性があり、消費者の健康に害を与える」という概念に挑戦した。
文化モデルは社会学者ロビン・ルームなどから批判を受け、人類学者が「問題の深刻さを過小評価する」可能性があると感じた。メリル・シンガーは、文化モデルの重要性の中で働いていた民族誌学者たちが「ウェット世代」の一部であったことに注目した。彼らはアルコール消費の「破壊的、機能不全的、衰弱的な効果」に盲目ではなかったが、「アルコール消費を正常と見なすように社会化された」製品だった。

### サブカルチャーモデル
歴史的に、嗜癖はエティックな視点から見られ、ユーザーをその状態の病理を通じて定義してきた。薬物使用の報告が急速に増加するにつれて、文化モデルは西洋の薬物サブカルチャーの実践を探求する人類学的研究に応用された。
このアプローチは、1960年代と1970年代の薬物サブカルチャーの生きた経験と主観性に関する民族誌的探求から発展した。エドワード・プレブルとジョン・J・ケーシーによる「ビジネスの処理」という画期的な出版物は、ニューヨークのストリートベースの静脈内ヘロイン使用者の日常生活を詳細に記録し、彼らの薬物使用を取り巻く活気ある社会的世界と活動に独自の洞察を提供した。これらの発見は不道徳と逸脱の一般的な物語に挑戦し、物質乱用を社会的現象として概念化している。一般的な文化は、薬物自体の身体的および心理的効果よりも、薬物摂取行動に大きな影響を与える可能性がある。疎外された個人にとって、薬物サブカルチャーは社会的つながり、象徴的意味、そして従来の手段では達成できないと感じるかもしれない社会的に構築された目的を提供することができる。サブカルチャーモデルは嗜癖の複雑さを示し、統合されたアプローチの必要性を強調している。それは嗜癖の全体的な理解を達成するために生物社会的アプローチが必要であると主張している。

### 批判的医療人類学モデル
1980年代初頭に登場した批判的医療人類学モデルが導入され、メリル・シンガーが提供するように「薬物使用の分析にすぐに適用された」。1950年代の文化モデルが社会的身体を見ていたのに対し、批判的医療人類学モデルは政治的身体を明らかにし、より大きな政治システム、経済的不平等、および社会的プロセスに対する制度的権力を含むマクロレベルの構造の文脈内で薬物使用と嗜癖を考慮した。
嗜癖に非常に関連する、モデルで強調されている3つの問題は：
- 自己投薬
- 苦しみの社会的生産
- 政治経済（合法および違法薬物（英語版））[225]

これら3つの重要なポイントは、薬物が社会政治的な格差と不正義の心理的トラウマを自己投薬するために使用される可能性があり、合法および違法薬物市場の政治と絡み合っていることを強調している。社会的苦痛、「権力関係の弱い側にいる人々の身体的健康、精神的健康、生きた経験における苦しみ」は、個人が政治的および経済的権力によって引き起こされる個人的問題を持つ可能性があることを分析するために人類学者によって使用される。批判的医療人類学の観点から見ると、重度の薬物使用と嗜癖はそのような大規模な権力の不平等な分配の結果である。
ここで開発された3つのモデル—文化モデル、サブカルチャーモデル、および批判的医療人類学モデル—は、嗜癖が生物医学的にのみ考慮される経験ではないことを示している。嗜癖を生物学的、心理学的、社会的、文化的、および精神的（生物心理社会的-精神的）要素と併せて考慮することにより、その経験に影響を与える全体的かつ包括的な理解を構築することができる。

## 社会学習モデル

### 社会学習理論
アルバート・バンデューラの1977年の社会学習理論は、個人が社会環境内のモデルを観察し模倣することによって嗜癖行動を獲得するとしている。同様の嗜癖行動に従事し持続する可能性は、他者で観察される強化と罰によって影響を受ける。相互決定性の原理は、個人的、環境的、および行動的要因の間の機能的関係が嗜癖行動の決定要因として作用することを示唆している。したがって、効果的な治療は生物心理社会的障害のそれぞれの動的側面をターゲットとしている。

### 変化の段階理論（変化の段階モデル）
変化の段階理論は、嗜癖を克服することが段階を経て発生する段階的なプロセスであることを示唆している。
- 前熟考：この初期段階は、個人が行動の変化を検討する前の段階である。彼らは自分の嗜癖に気づいていないか、否定している可能性があり、変化の必要性を認識していない。

- 熟考は、個人が自分の嗜癖によって引き起こされる問題に気づき、変化を検討している段階である。彼らは完全にコミットしないかもしれないが、変化を起こすことのコストとベネフィットを考慮している。

- 準備：この段階にいる個人は変化する準備をしている。彼らは行動変化の準備として情報を集めたり小さなコミットメントをしたりするなど、予備的なステップを取っているかもしれない。

- 行動には、嗜癖行動に対処するために特定の、観察可能な変化を加えることによって積極的に行動を変更することが含まれる。行動段階は大きな努力とコミットメントを必要とする。

- 維持：変化を成功裏に実施した後、個人は維持段階に入り、そこで新しい行動を維持し再発を防ぐために取り組む。この段階は継続的な努力と獲得の統合によって特徴付けられる。

- 終了/再発防止：再発が変化プロセスの一般的な部分であることを認識し、この段階は古い行動に戻る可能性のある要因を特定し対処することに焦点を当てている。再発は学習と戦略調整の機会と見なされ、最終的な目標は標的行動の除去または終了である。

変化の段階理論は、持続的な変化を促進できる個別化された行動介入の開発指導に役立つ可能性がある。これらの段階を通じての進行は必ずしも直線的な道をたどるとは限らず、個人は段階間を行ったり来たりすることがある。変化への抵抗は、プロセスの予想される部分として認識されている。
嗜癖は個人と社会全体に「驚くほど高い経済的および人的犠牲」をもたらす。アメリカ合衆国では、社会への総経済的コストはすべての種類の糖尿病とすべてのがんを合わせたものよりも大きい。これらのコストは、薬物の直接的な悪影響と関連するヘルスケアコスト（例：救急医療サービスおよび外来・入院ケア）、長期的な合併症（例：タバコ製品の喫煙による肺がん、慢性アルコール消費による肝硬変と認知症、メタンフェタミン使用によるメス口）、生産性の損失と関連する福祉コスト、致命的および非致命的な事故（例：交通衝突）、自殺、殺人、投獄など多くの要因から生じる。米国国立薬物乱用研究所は、米国での過剰摂取による死亡が2002年から2017年にかけて男性と女性の間でほぼ3倍に増加し、2017年には米国で72,306人の過剰摂取による死亡が報告されたことを発見した。2020年は12ヶ月間の過剰摂取死亡数が最も多い年となり、81,000人の過剰摂取死亡があり、2017年に設定された記録を超えた。

## 巻末資料
1. ↑  言い換えれば、人は嗜癖性薬物の使用に反応して体内で起こる神経生物学的過程をコントロールすることができない。人は例えば、薬物の使用を開始する（またはしない）、あるいは嗜癖になった後に助けを求めるという自発的な選択をすることができるが、嗜癖が悪化するにつれて薬物の使用への欲求に抵抗することがますます困難になる。詳細な議論については[2]を参照。